# Deborah Compagnoni
Deborah Compagnoni (Bormio, 4 de junio de 1970) es una deportista italiana que compitió en esquí alpino; tres veces campeona olímpica y tres veces campeona mundial.

## Trayectoria
Participó en tres Juegos Olímpicos de Invierno, obteniendo en total cuatro medallas, oro en Albertville 1992 (supergigante), oro en Lillehammer 1994 (eslalon gigante) y dos en Nagano 1998 (oro en eslalon gigante y plata en eslalon).
Ganó tres medallas de oro en el Campeonato Mundial de Esquí Alpino, en los años 1996 y 1997. En la Copa del Mundo consiguió dieciseis victorias y 44 podios en total.
Fue la abanderada de Italia en la ceremonia de apertura de los Juegos Olímpicos de Lillehammer 1994, también fue la penúltima portadora de la llama olímpica en la ceremonia de apertura de los Juegos Olímpicos de Turín 2006.
En 1996 recibió el Collar de Oro al Mérito Deportivo del CONI.
Después de retirarse de la competición, trabajó como diseñadora de trajes de carrera y fue también modelo. Asimismo, se convirtió en embajadora de la Unicef y desde 2021 es embajadora de los Juegos Olímpicos de Milán-Cortina d'Ampezzo 2026.

## Palmarés internacional
| Juegos Olímpicos   | Juegos Olímpicos       | Juegos Olímpicos | Juegos Olímpicos |
| Año                | Lugar                  | Medalla          | Prueba           |
| ------------------ | ---------------------- | ---------------- | ---------------- |
| 1992               | Albertville (Francia)  | Medalla de oro   | Supergigante     |
| 1994               | Lillehammer (Noruega)  | Medalla de oro   | Eslalon gigante  |
| 1998               | Nagano (Japón)         | Medalla de oro   | Eslalon gigante  |
| 1998               | Nagano (Japón)         | Medalla de plata | Eslalon          |
| Campeonato Mundial |                        |                  |                  |
| Año                | Lugar                  | Medalla          | Prueba           |
| 1996               | Sierra Nevada (España) | Medalla de oro   | Eslalon gigante  |
| 1997               | Sestriere (Italia)     | Medalla de oro   | Eslalon          |
| 1997               | Sestriere (Italia)     | Medalla de oro   | Eslalon gigante  |